# Воздвиженська вулиця (Київ)
Воздви́женська ву́лиця — вулиця в Подільському районі міста Києва, урочище Гончарі-Кожум'яки. Пролягає від Верхнього Валу до Андріївського узвозу.
Прилучаються Воздвиженський провулок, Дегтярна та Гончарна вулиці.

## Історія
Є однією з найдавніших вулиць Києва і існує ще з часів Київської Руси. Сучасна назва з'явилася у XVIII столітті після спорудження 1748 року дерев'яної Хрестовоздвиженської церкви — парафіяльного храму Гончарів-Кожум'як. Церква згоріла 1811 року і того ж року почалося будівництво нового храму. А впродовж 1823–1841 років було споруджено верхній храм.
Вулиця ж у ті часи відносилася до найнижчого, 4-го розряду і була забудована виключно одно- та півтораповерховими міщанськими будинками, три- і п'ятивіконними. Лише у останній чверті XIX століття на вулиці з'являються будинки на 2-3 поверхи. 1914 року вулицю «підвищили» — перевели до 2-го розряду, однак війни і революції не сприяли покращенню забудови — тут так і не склалося по-справжньому яскравої забудови.
1936 року набула назву вулиця Ладо Кецховелі на честь революціонера Ладо Кецховелі (назву підтверджено 1944 року). Історичну назву вулиці було відновлено 1984 року.
Аж до початку 1980-х років тут домінували міщанські, переважно 2-поверхові, обкладені цеглою будинки. Попри те, цей куточок міста зберігав свій колрит і давав змогу відчути себе у Києві кінця XIX століття. Існувала ідея створення у заповідних урочищах «Міста Майстрів», мета якого було збереження за умов реставрації частини існуючої забудови та побудову нових споруд у історичному стилі із влаштуванням в них закладів культури. На жаль, все обмежилося лише знесенням протягом 1984–1989 років більшої частини забудови з поступовим занепадом вулиці.
Вже на початку XXI століття вулицю забудовано фактично наново — було створено суперечливий проект забудови цих урочищ новими будинками, переважно 3-5 поверховими, у стилі, що імітував би забудову міста 100-річної давнини. Проект було втілено.
Стару історичну забудову знесли, на її місці збудували новий район, що не несе історичної цінності.

## Історично цінні будівлі, стара забудова
- № 1 — Хрестовоздвиженська церква (1811; 1823–1841, архітектор Андрій Меленський) з дзвіницею (1860; архітектор  Павло Спарро) та каплицею Св. Миколая (1914; архітектор  А. Петренко), в якій було охрещено художника Григорія Світлицького та письменника Михайла Булгакова;
- № 10 — житловий будинок, що належав священнику М. Бутовському (1880, реконструйована у 2000-ті; архітектор Адольф Геккер). Тут 3 травня 1891 року народився Михайло Булгаков;
- № 43 — житловий будинок (1907; архітектор  П. Скульт);
- № 60 — житловий будинок, нині готель «Воздвиженський» (1900–10-ті роки);

а також будинки № 2, 3, 25, 33 — вцілілі будинки «старої» Воздвиженської вулиці.